# Jill Harris
Jill Harris es una actriz de doblaje estadounidense. Ha estado actuando de voz profesionalmente desde 2015 y recibió su primer papel principal con el doblaje de Naho Takamiya en Orange. Algunos de sus otros papeles principales incluyen a Aura Bella Flora en Overlord, Fuuka Akitsuki en Fūka, Charlie Morningstar en el episodio piloto de Hazbin Hotel y Noelle Silva en Black Clover.

## Filmografía

### Doblaje en anime
| Año           | Título                                                                     | Papel                                                         | Notas                              | Fuente |
| ------------- | -------------------------------------------------------------------------- | ------------------------------------------------------------- | ---------------------------------- | ------ |
| 2016          | Assassination Classroom                                                    | Sakura Kiyashiki                                              | Temporada 2                        | [ 1 ]  |
| 2016          | Divine Gate                                                                | Shakespeare                                                   |                                    | [ 1 ]  |
| 2016          | Dagashi Kashi                                                              | Ono                                                           |                                    | [ 1 ]  |
| 2016          | Fairy Tail                                                                 | Lummy                                                         |                                    | [ 2 ]  |
| 2016          | Ao no Kanata no Four Rhythm                                                | Asuka Kurashima                                               |                                    | [ 3 ]  |
| 2016          | Planetarian: Chiisana Hoshi no Yume                                        | Yumemi Hoshino                                                |                                    | [ 4 ]  |
| 2016          | Saiki Kusuo no Psi-nan                                                     | Chiyo Yumehara                                                | Doblaje de Funimation, temporada 1 | [ 4 ]  |
| 2016          | Orange                                                                     | Naho Takamiya                                                 | Primer papel protagónico           | [ 5 ]  |
| 2016          | Sansha San'yō                                                              | Sakura Usuda                                                  |                                    | [ 6 ]  |
| 2016          | regalia: The Three Sacred Stars                                            | Tia Kleis/Aurea Tisis                                         |                                    | [ 7 ]  |
| 2016          | Overlord                                                                   | Aura Bella Flora                                              |                                    | [ 8 ]  |
| 2016          | Castle Town Dandelion                                                      | Hana Sato                                                     |                                    | [ 9 ]  |
| 2016          | Shūmatsu no Izetta                                                         | Lotte                                                         |                                    | [ 10 ] |
| 2017          | Fūka                                                                       | Fuuka Akitsuki                                                |                                    | [ 11 ] |
| 2017          | Luck & Logic                                                               | Shiori                                                        |                                    | [ 12 ] |
| 2017          | Ōshitsu Kyōshi Haine                                                       | Licht von Glanzreich (young)                                  |                                    | [ 6 ]  |
| 2017          | 18if                                                                       | Natsuki Kamikawa                                              |                                    | [ 13 ] |
| 2017          | Shūmatsu Nani Shitemasu ka? Isogashii Desu ka? Sukutte Moratte Ii Desu ka? | Lakhesh                                                       |                                    | [ 14 ] |
| 2017          | Ace Attorney                                                               | Phoenix Wright (joven)                                        |                                    | [ 15 ] |
| 2017          | Sakura Quest                                                               | Erika Suzuki                                                  |                                    | [ 14 ] |
| 2017          | Seikai Suru Kado                                                           | Yukika Shindō                                                 |                                    | [ 16 ] |
| 2017          | Brave Witches                                                              | Edytha Rossmann                                               |                                    | [ 17 ] |
| 2017          | Alice to Zōroku                                                            | Chen                                                          |                                    | [ 6 ]  |
| 2017          | Kantai Collection                                                          | Mochizuki                                                     |                                    | [ 18 ] |
| 2017          | Samurai Warriors                                                           | Suzu                                                          |                                    | [ 6 ]  |
| 2017          | New Game!                                                                  | Hifumi Takimoto                                               |                                    | [ 6 ]  |
| 2017          | Hyōka                                                                      | Mayaka Ibara                                                  |                                    | [ 19 ] |
| 2017          | Isekai Shokudō                                                             | Aletta                                                        |                                    | [ 6 ]  |
| 2017          | Black Clover                                                               | Noelle Silva                                                  |                                    | [ 3 ]  |
| 2017          | Isekai wa Smartphone to Tomo ni                                            | Linze Silhoueska                                              |                                    | [ 20 ] |
| 2017          | Mirai Nikki: Redial                                                        | Mao Nonosaka                                                  |                                    | [ 6 ]  |
| 2017          | Ōsama Game The Animation                                                   | Nami Hirano                                                   |                                    | [ 21 ] |
| 2017          | Code: Realize - Sōsei no Himegimi -                                        | Cardia Beckford                                               |                                    | [ 21 ] |
| 2017          | Mahō Tsukai no Yome                                                        | Ally (ep4), Voces adicionales                                 |                                    | [ 22 ] |
| 2018          | Cardcaptor Sakura: Clear Card                                              | Chiharu Mihara                                                |                                    | [ 23 ] |
| 2018          | Death March Kara Hajimaru Isekai Kyōsōkyoku                                | Lulu                                                          |                                    | [ 24 ] |
| 2018          | Tokyo Ghoul:re                                                             | Hairu Ihei                                                    |                                    | [ 6 ]  |
| 2018          | My Hero Academia                                                           | Mandalay                                                      |                                    | [ 25 ] |
| 2018          | Kakuriyo: Bed and Breakfast for Spirits                                    | Ōgon Dōji                                                     |                                    | [ 26 ] |
| 2018          | Hanebado!                                                                  | Riko Izumi                                                    |                                    | [ 26 ] |
| 2018          | SSSS.Gridman                                                               | Rikka Takarada                                                |                                    | [ 3 ]  |
| 2019          | Mahō Shōjo Tokushusen Asuka                                                | Lau Peipei/Shantoulon Peipei                                  |                                    | [ 27 ] |
| 2019          | Boogiepop y otros                                                          | Kei Niitoki                                                   | 7 episodes                         | [ 1 ]  |
| 2019          | Go-Tōbun no Hanayome                                                       | Nino Nakano                                                   |                                    | [ 3 ]  |
| 2019          | Fairy Gone                                                                 | Marlya Noel                                                   |                                    | [ 3 ]  |
| 2019          | Isekai Quartet                                                             | Aura Bella Flora                                              |                                    | [ 6 ]  |
| 2019          | Kono Oto Tomare!                                                           | Uta Suzumori                                                  |                                    | [ 6 ]  |
| 2019          | Stand My Heroes                                                            | Rei Izumi                                                     |                                    | [ 28 ] |
| 2019          | Fruits Basket                                                              | Satomi (ep12), Voces adicionales, Nieta de Tohru y Kyo (ep63) | Temporadas 1, 3                    | [ 29 ] |
| 2020          | Plunderer                                                                  | Saki Ichinose                                                 |                                    | [ 1 ]  |
| 2020          | Taiso Samurai                                                              | Rei Aragaki                                                   |                                    | [ 30 ] |
| 2020          | Golden Kamuy                                                               | Beniko                                                        | Season 3                           | [ 1 ]  |
| 2021          | Wonder Egg Priority                                                        | Minami                                                        |                                    | [ 31 ] |
| 2021          | Shachō, Battle no Jikan Desu!                                              | Yutoria                                                       |                                    | [ 32 ] |
| 2021          | Love Live! Nijigasaki High School Idol Club                                | Shizuku Osaka                                                 |                                    | [ 33 ] |
| 2021          | Sonny Boy                                                                  | Kodama                                                        |                                    | [ 34 ] |
| 2022          | One Piece                                                                  | Charlotte Pudding                                             |                                    | [ 35 ] |
| 2022          | Heroine Tarumono!                                                          | Hina                                                          | Director asistente de ADR          | [ 36 ] |
| 2022          | Aharen-san wa Hakarenai                                                    | Futaba                                                        |                                    | [ 37 ] |
| 2022          | The Slime Diaries: That Time I Got Reincarnated as a Slime                 | Gobchi                                                        |                                    | [ 38 ] |
| 2022          | Hige wo Soru. Soshite Joshi Kōsei wo Hirou.                                | Sayu Ogiwara                                                  |                                    | [ 39 ] |
| 2022          | Yesterday wo Utatte                                                        | Haru Nonaka                                                   |                                    | [ 40 ] |
| 2022-presente | Natsume Yūjin-Chō                                                          | Hiiragi                                                       |                                    | [ 41 ] |
| 2023          | Mobile Suit Gundam: The Witch from Mercury                                 | Suletta Mercury                                               |                                    | [ 42 ] |
| 2023          | Jigokuraku                                                                 | Yuzuriha                                                      |                                    | [ 43 ] |
| 2023          | Niehime to Kemono no Ō                                                     | Maria                                                         | 2 episodios                        | [ 44 ] |
| 2023          | Nanatsu no Maken ga Shihai Suru                                            | Katie                                                         |                                    | [ 45 ] |

### Doblaje en películas
| Año  | Título                                 | Papel        | Notas | Fuente |
| ---- | -------------------------------------- | ------------ | ----- | ------ |
| 2016 | One Piece Film: Gold                   | Rich         |       | [ 6 ]  |
| 2022 | Go-Tōbun no Hanayome: La película      | Nino Nakano  |       | [ 46 ] |
| 2023 | Black Clover: Sword of the Wizard King | Noelle Silva |       | [ 6 ]  |

### Videojuegos
| Año  | Título                                 | Papel                                                      | Notas | Fuente       |
| ---- | -------------------------------------- | ---------------------------------------------------------- | ----- | ------------ |
| 2016 | Battleborn                             | Area                                                       |       | [ 6 ]        |
| 2016 | Battlerite                             | Poloma                                                     |       | [ 1 ] [ 47 ] |
| 2018 | SMITE                                  | Fabled Artio, Sugar Plum Willo, Persephone Cute Cultivator |       | [ 1 ]        |
| 2019 | Borderlands 3                          | Killavolt Fangirls, Lana, Pandora Female                   |       | [ 6 ]        |
| 2021 | Mobile Suit Gundam: Battle Operation 2 | Mia Brinkmann                                              |       |              |

### Animación
| Año  | Título       | Papel                           | Notas                                 | Fuente |
| ---- | ------------ | ------------------------------- | ------------------------------------- | ------ |
| 2019 | Hazbin Hotel | Charlotte "Charlie" Morningstar | Protagonista, únicamente en el piloto | [ 1 ]  |